# San Vito Chietino
San Vito Chietino este o comună din provincia Chieti, regiunea Abruzzo, Italia.
Populația comunei este de 5.326 de locuitori (31 decembrie 2009).

## Demografie
San Vito Chietino - evoluția demografică

|  | Graficele sunt indisponibile din cauza unor probleme tehnice. Mai multe informații se găsesc la Phabricator și la wiki-ul MediaWiki. |

Date: Recensăminte sau birourile de statistică - grafică realizată de Wikipedia